# Okręg Nanterre
Okręg Nanterre (fr. Arrondissement de Nanterre) – okręg w północnej Francji. Populacja wynosi 829 tysięcy.

## Podział administracyjny
W skład okręgu wchodzą następujące kantony:
- Asnières-sur-Seine-Nord,
- Asnières-sur-Seine-Sud,
- Bois-Colombes,
- Clichy,
- Colombes-Nord-Est,
- Colombes-Nord-Ouest,
- Colombes-Sud,
- Courbevoie-Nord,
- Courbevoie-Sud,
- Garches,
- Garenne-Colombes,
- Gennevilliers-Nord,
- Gennevilliers-Sud,
- Levallois-Perret-Nord,
- Levallois-Perret-Sud,
- Nanterre-Nord,
- Nanterre-Sud-Est,
- Nanterre-Sud-Ouest,
- Neuilly-sur-Seine-Nord,
- Neuilly-sur-Seine-Sud,
- Puteaux,
- Rueil-Malmaison,
- Suresnes,
- Villeneuve-la-Garenne.